# Gerhard Bosch (Soziologe)

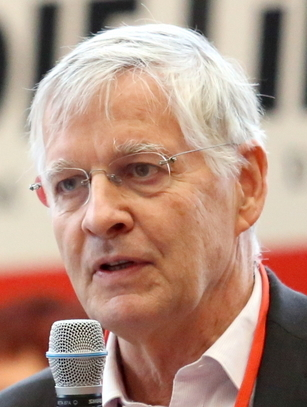
Gerhard Bosch, 2018

Gerhard Bosch (* 18. November 1947 in Bamberg) ist ein deutscher Soziologe und Professor an der Universität Duisburg-Essen. Er beschäftigt sich vor allem mit Arbeitssoziologie und Wirtschaftssoziologie.

## Leben
Bosch studierte Soziologie und Volkswirtschaftslehre an der Universität zu Köln und schloss 1972 als Diplom-Volkswirt ab. 1977 promovierte er an der Universität Dortmund und wurde 1992 an der Universität Osnabrück habilitiert.
Seine akademischen und beruflichen Stationen war die Sozialforschungsstelle Dortmund, die Universität Bielefeld und seine Tätigkeit für den Bundesvorstand des Deutschen Gewerkschaftsbundes in Düsseldorf sowie dessen Wirtschafts- und Sozialwissenschaftliches Institut. Von 1991 bis 2006 arbeitete er am Institut Arbeit und Technik (IAT) im Wissenschaftszentrum Nordrhein-Westfalen in Gelsenkirchen. 1993 wurde er zum Professor an der Universität Duisburg-Essen unter Beurlaubung für die Tätigkeit am IAT berufen. Seit 2007 ist er geschäftsführender Direktor des Instituts Arbeit und Qualifikation im Fachbereich Gesellschaftswissenschaften der Universität Duisburg-Essen.

## Publikationen
- Bosch, Gerhard, 2007: Mindestlöhne schaffen fairen Wettbewerb. In: Sozialdemokratische Partei Deutschlands: Mai-Zeitung: Informationen der SPD für Arbeitnehmerinnen und Arbeitnehmer, S. 4
- Bosch, Gerhard, 2007: Qualifikation und Lebenslanges Lernen. In: Loebe, Herbert / Severing, Eckart (Hrsg.): Weiterbildung auf dem Prüfstand: mehr Innovation und Integration durch neue Wege der Qualifizierung. Bielefeld: Bertelsmann, Wirtschaft und Weiterbildung Bd. 40, S. 17–36
- Bosch, Gerhard, 2007: Überlegungen zur Finanzierung von Bildung. In: Hänlein, Andreas / Roßnagel, Alexander (Hrsg.): Wirtschaftsverfassung in Deutschland und Europa: Festschrift für Bernhard Nagel. Kassel: Kassel Univ. Press, S. 21–31